# كأس أرمينيا 2017–18
كأس أرمينيا 2017–18 هو الموسم 27 من كأس أرمينيا. أقيم خلال الفترة 21 سبتمبر 2017 وحتى 16 مايو 2018، وأشرف على تنظيمه اتحاد أرمينيا لكرة القدم، وكان عدد الأندية المشاركة فيه 8، وفاز فيه نادي جاندجاسر كابان.